# EOC Scheepsverzekeringen
EOC Scheepsverzekeringen is een onderlinge scheepsverzekeraar uit Nederland, zonder winstoogmerk. De verzekeraar richt zich op drie doelgroepen: de Nederlandse beroepsvaart (binnenvaart, chartervaart, bruine vloot en visserij), pleziervaart en vaartuigen die als woning worden gebruikt.

## Geschiedenis

### Oprichting eerste voorlopers
De vroegste instantie van wat uiteindelijk EOC zou worden, dateert uit 1566. Dit schippersgilde, een voorloper van de moderne (onderlinge) scheepsverzekeraar, werd opgericht in Meppel. De leden hiervan waren verplicht elkaar te helpen, schade werd vergoed uit de gildekas. Dit was nodig, omdat schepen kostbaar waren en bij verlies een grote schadepost voor de eigenaar vormden. Nadat de Franse Revolutie een einde maakte aan de gildetijd, werden de activiteiten in 1811 voortgezet door de Schippersmaatschappij.

### Opkomst van de maatschappijen
Op 5 januari 1835 werd het compact De Onderlinge Vriendschap opgericht. Hiermee werd de basis gelegd voor wat uiteindelijk DOV Scheepsverzekeringen zou gaan heten. Later in de negentiende eeuw werden diverse maatschappijen opgericht: de Friesche Maatschappij (1837), de Dedemvaartsche (1860) en de Eensgezindheid (1882). De structuur van deze maatschappijen leek steeds meer op de moderne scheepsverzekering, en zij vormden de basis voor de verschillende samenwerkingen die later zouden leiden tot de oprichting van EOC.

### Fusies tot EOC
In 1905 werd het compact Oranje opgericht, nadat enkele tjalkschippers hun vaargebied wilden uitbreiden en daarvoor bij De Onderlinge vriendschap geen dekking konden krijgen. Tussen 1911 en 1999 gingen diverse eerdergenoemde maatschappijen samen. Uit deze fusies groeiden Oranje en het nieuwe EFM uit tot de grootste scheepsverzekeraars in Nederland. In 2003 werd DOV Scheepsverzekeringen opgericht, vernoemd naar het eerdere compact. Het jaar daarop werd dit een dochteronderneming van Oranje, dat in 2005 het 100-jarig jubileum vierde. Uiteindelijk voegden Oranje en EFM zich op 1 juli 2014 samen tot EOC (een afkorting van ‘EFM Oranje Combinatie’), waar in 2018 als laatste DOV in opging.

## Partners en dochterondernemingen
EOC heeft diverse dochterondernemingen:
- EOC Expertise B.V., die schade-expertise, keuringen en inspecties voor leden en verzekerden verricht.
- Van Pelt & Co B.V., die ingenieurswerkzaamheden en taxaties voor EOC, leden, verzekerden en derden uitvoert.
- EOC Verzekeringsadvies B.V., die bemiddelt in verzekeringen voor schippers en ondernemingen in de maritieme sector.
- EOC Scheepsrecht B.V., die sinds 2022 rechtsbijstandsclaims voor de beroepsvaart behandelt.[8]

EOC werkt daarnaast samen met diverse overkoepelende maritieme organisaties en verzekeraars in Nederland en daarbuiten. Hieronder vallen brancheorganisaties als Koninklijke Binnenvaart Nederland en de Belangenvereniging voor Beroepschartervaart. Bovendien verzorgt EOC sinds 2013 de binnenvaartverzekeringen voor de Noord Nederlandsche P&I Club (NNPC).
EOC is lid van het Verbond van Verzekeraars en daarbinnen specifiek ook aangesloten bij het Platform Onderlinge Verzekeraars. Ook ondersteunen zij de Vereniging voor Beroepschartervaart BBZ.

## Trivia
- EOC is hoofdsponsor van de jaarlijkse EOC-Traditionele Schepen Beurs,[10] een beurs voor traditionele schepen en maritieme ambachten, cultuur en historie. Deze wordt gehouden in Den Helder. Daarnaast sponsort EOC diverse andere initiatieven, waaronder het Platform Zero Incidents, de Plastic Soup Foundation en de Landelijke Vereniging tot Behoud van het Historisch Bedrijfsvaartuig.[11]
- EOC onderhoudt een informatief online platform met artikelen en social media posts onder de naam ‘De Varende Vrienden van EOC’.[12]
- EOC is officieel een ‘Great Place To Work’, gecertificeerd door de gelijknamige organisatie die het werkgeluk en vertrouwen van werknemers meet. Dit vereist een jaarlijks tevredenheidsonderzoek met een hoge gemiddelde score.[13]